# Xylota brachypalpoides
Xylota brachypalpoides är en tvåvingeart som först beskrevs av Tokuichi Shiraki 1930.  Xylota brachypalpoides ingår i släktet vedblomflugor, och familjen blomflugor.
Artens utbredningsområde är Taiwan. Inga underarter finns listade i Catalogue of Life.